# Gobierno Regional del Callao
El Gobierno Regional del Callao es el órgano con personalidad jurídica de derecho público y patrimonio propio, que tiene a su cargo la administración superior de la Provincia Constitucional del Callao. En el proceso de descentralización regional, entró en funcionamiento a partir del 1 de enero del año 2003 de acuerdo a lo señalado en la Ley N.º 27867 ley Orgánica de Gobiernos Regionales del 18 de noviembre del 2002 y su modificatoria Aprobada mediante Ley N.º 27902.
Está constituido por el gobernador Regional y el Consejo Regional.

## Gobernador Regional
El poder ejecutivo está representado por el gobernador Regional del Callao, quien dura en su encargo cuatro años. La elección del gobernador es directa, secreta, uninominal y por mayoría en todo el territorio de la región.
El gobernador actual en el cargo es Ciro Castillo Rojo, cuyo periodo inició el 1 de enero de 2023 y concluirá el 31 de diciembre de 2026.

## Gerencias Regionales
- Gerencia General Regional: Es el órgano encargado de conducir el sistema administrativo regional, bajo un sistema gerencial, sustentado en la planificación estratégica, organización, dirección, ejecución, evaluación y control, dentro del marco de las normas emitidas por los sistemas administrativos nacionales.[3]
- Gerencia Regional de Planeamiento, Presupuesto y Acondicionamiento Territorial: Órgano que ejerce las funciones específicas sectoriales en materia de planificación estratégica prospectiva, presupuesto, tributación, ordenamiento territorial, racionalización, estadística y la programación multianual de inversiones. Encargada de contribuir a un ordenado y sistemático proceso de gestión del Gobierno Regional, mediante la formulación, seguimiento, evaluación y control de los planes de desarrollo, programas y presupuesto del Gobierno Regional. Además norma y centraliza  las estadísticas de la Región.[4]
- Gerencia Regional de Desarrollo Económico: Encargado de realizar funciones específicas regionales en los sectores industria, comercio, turismo, artesanía , pesquería, energía e hidrocarburos y agricultura, participa en las sesiones de Gerentes Regionales, emitir resoluciones de Gerencia Regional en asuntos de su competencia, es un órgano de línea dentro de la estructura organizativa del Gobierno Regional del Callao. Así mismo, la Gerencia Regional de Desarrollo Económico ejerce autoridad directa sobre las unidades orgánicas siguientes:
  - Oficina de Industria,Comercio,Turismo y Artesanía.
  - Oficina de Pesquería, Agricultura, Minería e Hidrocarburos.[5]

- Gerencia Regional de Desarrollo Social: Órgano de línea, encargado de Conducir las acciones específicas regionales de Vivienda, Trabajo, Promoción del Empleo, Población, Saneamiento, Desarrollo Social e Igualdad de Oportunidades y Proyectos Especiales.[6]

- Gerencia Regional de Recursos Naturales y Gestión del Medio Ambiente: Atiende las funciones específicas sectoriales en materia de áreas protegidas y medio ambiente.[7]

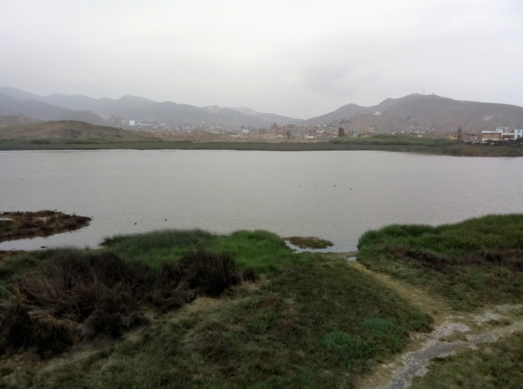
Área de Conservación Regional Humedales de Ventanilla, principal área de conservación administrada por la Gerencia Regional de Recursos Naturales y Gestión del Medio Ambiente

- Gerencia Regional de Infraestructura: Ejercer las funciones específicas sectoriales en materia de vialidad, transportes, comunicaciones, telecomunicaciones, construcción y demás funciones establecidas por ley. Participa en las sesiones de Gerentes Regionales. Emite Resoluciones de Gerencia Regional en los asuntos de su competencia.[8]
- Gerencia Regional de Defensa Nacional, Defensa Civil y Seguridad Ciudadana: Es un órgano de línea, al que le corresponde ejercer las funciones y facultades sectoriales en materia de Defensa Nacional, Defensa Civil y Seguridad Ciudadana.[9]
- Gerencia Regional de Transportes y Comunicaciones: Creada mediante Ordenanza Regional n.º 000013 de fecha 25 de mayo de 2011 por el Consejo Regional del Gobierno Regional del Callao, como la unidad orgánica de línea encargada de ejercer las funciones y funciones sectoriales en materia de transportes y comunicaciones previstas en los Artículos 56° y 57° de la Ley Orgánica de Gobiernos Regionales – Ley n.º 27867.[10]
- Gerencia Regional de Educación, Cultura y Deporte: Es un órgano de línea que ejerce funciones específicas sectoriales en materia de educación, cultura, ciencia, tecnología, deporte y recreación.[11]

## Direcciones Regionales
- Dirección Regional de Educación del Callao: Es organismo estatal peruano, que tiene como misión diseñar estrategias eficientes que permitan lograr una educación de calidad con equidad, pertinencia y transparencia en la Región Callao.[12]
- Dirección Regional de Salud del Callao: Es una institución que diseña, propone, ejecuta y evalúa las políticas de atención integral de salud en la Provincia Constitucional del Callao, con eficiencia y calidad, contribuyendo a mejorar las condiciones de vida de la población[13]
- Escuela de Talentos
- Dirección Regional de Trabajo y Promoción del Empleo
- Comités Regionales
  - Comité Regional de Seguridad Ciudadana del Callao
  - Comité Regional de Movilización
  - Grupo de Trabajo de Gestión del Riesgo de Desastres
  - Plataforma de Defensa Civil

- Consejo Consultivo de Niñas, Niños y Adolescentes

## Consejo Regional
| # | Provincia                | Provincia                  | Partido                                     | Consejero                          |
| - | ------------------------ | -------------------------- | ------------------------------------------- | ---------------------------------- |
| 1 |                          | Bellavista                 | Renovación Popular                          | Rosa Pacheco Miñan                 |
| 2 |                          | Callao                     | Renovación Popular Alianza para el Progreso | José Sosa Dulanto Badiola          |
| 2 | José Gómez Olulo         | Callao                     | Renovación Popular Alianza para el Progreso |                                    |
| 3 |                          | Carmen de La Legua-Reynoso | Renovación Popular                          | Luz Julca Estrada                  |
| 4 |                          | La Perla                   | Renovación Popular                          | Juan León Siles                    |
| 5 |                          | La Punta                   | Fuerza Popular                              | Salvatore Salpietro                |
| 6 |                          | Mi Perú                    | Renovación Popular                          | César Augusto Vargas Arévalo       |
| 7 |                          | Ventanilla                 | Renovación Popular                          | Johanna Shirley Gutiérrez Alvarado |
| 7 | Alianza para el Progreso | Ventanilla                 | Billy Bryan Mario Jesús Rojas Valencia      |                                    |

## Poder Judicial

### Corte Superiores
- Corte Superior de Justicia del Callao

Es el máximo órgano jurisdiccional de justicia del distrito Judicial del Callao tiene su sede en la ciudad del Callao, Perú. Fue creado por Ley N.º 13212 y se instaló el 21 de abril de 1961 bajo la presidencia de Manuel Prado Ugarteche.
- Corte Superior de Justicia de Ventanilla

Es el máximo órgano jurisdiccional de justicia del distrito Judicial de Ventanilla tiene su sede en la ciudad de Ventanilla, Perú. Fue creado mediante Resolución Administrativa N°128-2014-CE-PJ del 23 de abril de 2014 y se instaló el 30 de septiembre de 2014 bajo la presidencia de Ollanta Humala Tasso.

### Distritos Judiciales
- Distrito Judicial del Callao

Con ámbito en los distritos de La Punta, Bellavista, La Perla, Carmen de la Legua y El Callao.
- Distrito Judicial de Ventanilla

Con ámbito en los distritos de Mi Perú y Ventanilla. Incluye también los distritos limeños de Santa Rosa, Ancón y Puente Piedra